# صابون حلاقة
صابون الحلاقة هو صابون صلب يستخدم في تكوين رغوة بفرشاة الحلاقة. تستخدم الرغوة التي تنتجها لتغليف الوجه أثناء الحلاقة وتنعيم الشعر استعداداً للحلاقة.